# 茉莉也と寿子のフォトカノ撮れたてポートレートkiss稔もいるよ!
茉莉也と寿子のフォトカノ撮れたてポートレートkiss稔もいるよ!（まりやとひさこのフォトカノとれたてポートレートキス みのるもいるよ）は、2011年7月6日から2013年12月25日まで、毎週水曜日に音泉で配信されていた、『フォトカノ』のラジオ番組。パーソナリティは金元寿子と伊瀬茉莉也と白石稔。

## 番組概要
- PSPソフト『フォトカノ』の様々な魅力を届けていく。発売は2011年9月29日を予定していたが、都合により延期され2012年2月2日に発売した。
- 2013年4月からはテレビアニメ『フォトカノ』（4月4日～6月27日まで放送[1]）もあわせて応援していく体裁となっている。
- パーソナリティと『フォトカノ』に恋する“にいやん”たち（＝リスナー）とのメールを通じたマッチング会話を楽しむバラエティラジオとキーワードとする。
- 2013年11月27日（#88）配信分のエンディングで12月23日のニコニコ生放送が最終回になることを発表。ニコ生の音源は12月25日に配信された。

## 番組履歴
当初は『茉莉也と寿子のフォトカノ撮れたてポートレート』（まりやとひさこのフォトカノとれたてポートレート）のタイトルで第16回（2012年2月15日分）までは隔週で配信されていた。第63回（2013年3月27日）までは、金元と伊瀬がパーソナリティ、白石がコーナーパーソナリティを務めていたが、第64回（2013年4月10日分）からは白石がパーソナリティに昇格して3人体制となり、タイトルも変更されるなどのリニューアルが実施された。第80回（8月7日）以降は再び隔週配信に戻る。

## パーソナリティ
- 伊瀬茉莉也（果音 役）
- 金元寿子（早倉舞衣 役）
- 白石稔（中川行太 役）※第63回まではコーナーパーソナリティとして「秘密組織シャッター!」コーナー担当

## コーナー
好感日記
普通のお便りコーナー。『フォトカノ』にまつわる質問、番組でやってほしいこと、あなたの身の回りで起こった面白エピソードなど。
秘密組織シャッター!
#06（9月14日）から開始。シャッターの戦闘員になって女の子が可愛く見える決定的瞬間を考えるコーナー。文末には『シャッターチャンス』を必ずつけることが必須。
本来、このコーナーのみ中川行太役の白石が別録りで担当していたが、白石のパーソナリティ昇格に伴って番組中のコーナーとなった。
今週の撮れたて!
#63から。番組の冒頭で行われるコーナーで、現在は唯一女性陣のみで行われ、なぜその写真を撮ったのかトークを展開する。その写真は週替わりで伊瀬と金元が撮る。写真は公式サイトにアップされる。この後にタイトルコールがあり、白石が投入される。
デートメーカー総選挙
#63から。リスナーから寄せられたテーマをもとに、伊瀬と金元でデートプランをプレゼン。その後男性陣（スタッフやゲストを含む）で投票を行い、負けた方は番組終了後に反省会を行う。
初恋談義しょー→恋バナ談義しょー
#63から。リスナーやゲストの初恋エピソードを募集する。
#72から名称を変更。「初恋」というには括りが大きすぎて幼稚園の初恋を送るリスナーも多く、伊瀬が「ディープな話が聴きたい」とコメントしたところから（ここでの「ディープ」はあくまで中学・高校時代の甘酸っぱい恋の話のこと）。
写真部のエロ耳アワー!
#63から。言い方一つでなんとなく色っぽく聞こえる言葉を募集してパーソナリティに言わせるコーナー。
箱の中にキャラクターの名前が書いてあるボールが入っており、それを3人が交代で引くのだが、舞衣役の金元の引かれる率があまりにも低かったため、第80回から金元のボールが2つに増やされた。第82回で伊瀬がようやくからボールは1つに戻った。
勝手にフォトジェニックオーディション!
#82から。毎月の1人の女性キャラクターを「フォトジェニック」として選抜し、リスナーと熱く語りあう。コーナーの締めとして、『フォトカノkiss』を用いて写真撮影をする。その写真は公式サイトにアップされる。
2013年9月度は『新見遥佳』、10月度は『室戸亜岐』。

### 終了したコーナー
妄想プリティラビィリンス
にいやん（＝リスナー）の妹こと果音役の茉莉也に言ってほしいセリフを喋ってもらうコーナー。
「ムーンウィッチ・プリティラビィ」に変身して、リスナーに甘く囁く。
早倉舞衣のスイーツ向上委員会
甘いもの好きの早倉舞衣のご機嫌をとるために、リスナーからのおすすめスイーツ情報を紹介。
（ご当地、行列のできる限定品、変わったネーミング、リスナーが考案お手軽スイーツなど）

## ゲスト
2012年
- #20,21（3月14日,3月21日） 大亀あすか (柚ノ木梨奈 役)
- #36,37（7月4日,7月11日） 水橋かおり (実原氷里 役)

2013年
- #66,67（4月28日,5月1日） 島﨑信長 (前田和也 役) - この2回は『茉莉也と寿子のフォトカノ撮れたてポートレートkiss稔もいるよ!信長もね!』（ - のぶなが - ）を名乗っている。
- #70（5月22日） 伊藤かな恵 (新見遥佳 役)
- #71（5月29日） 緑川光 (九堂博道 役) - この回は『光と稔のフォトカレ撮れたてポートレートkissマイカノもいるよ!』[2]（ひかるとみのる - ）を名乗っている。
- #72（6月5日） 中原麻衣 (室戸亜岐 役)
- #73（6月12日） 斎藤千和 (間咲ののか 役)

## ニコニコ動画・生放送
- ニコニコ動画公式チャンネル[3]。
- 「フォトカノ」～写真部の部室からお届けします～ （2013年4月10日）
- 「フォトカノ」～たぶん写真部の部室からお届けします～2時限目 （2013年5月20日）

## 関連商品
| Vol                                                                      | 発売日                                                   | 通常配信回                                               | 新規撮り下ろし特別版の内容                               | 規格品番                                                 |
| ラジオCD「茉莉也と寿子のフォトカノ撮れたてポートレート」                 | ラジオCD「茉莉也と寿子のフォトカノ撮れたてポートレート」 | ラジオCD「茉莉也と寿子のフォトカノ撮れたてポートレート」 | ラジオCD「茉莉也と寿子のフォトカノ撮れたてポートレート」 | ラジオCD「茉莉也と寿子のフォトカノ撮れたてポートレート」 |
| ------------------------------------------------------------------------ | -------------------------------------------------------- | -------------------------------------------------------- | -------------------------------------------------------- | -------------------------------------------------------- |
| 1                                                                        | 2012年3月16日                                            | #1 - #5                                                  | 早倉舞衣の下校デート                                     | PKTP-0001                                                |
| ラジオDVD「茉莉也と寿子のフォトカノ撮れたてポートレート」                |                                                          |                                                          |                                                          |                                                          |
|                                                                          | 2014年1月29日                                            | #1 - #63 + キャララジオ                                  |                                                          | TBBR-0177                                                |
| ラジオDVD「茉莉也と寿子のフォトカノ撮れたてポートレートKiss稔もいるよ!」 |                                                          |                                                          |                                                          |                                                          |
|                                                                          | 2014年8月18日                                            | #64 - #90 + キャララジオ                                 |                                                          | TBBR-0178                                                |